# Рэмзи, Боб
Роберт Рэмзи (англ. Robert Ramsay; 1864 — 17 октября 1910), по другим данным Дэниел Робертсон Рэмзи (англ. Daniel Robertson Ramsay), также известный как Боб Рэмзи (англ. Bob Ramsay) — шотландский футболист, защитник. Известен по выступлениям за английские клубы «Сток», «Ньютон Хит», «Нортуич Виктория» и «Берзлем Порт Вейл».

## Футбольная карьера
В апреле 1886 года Боб Рэмзи стал игроком футбольного клуба «Берзлем Порт Вейл», за который выступал до августа 1888 года. Перед началом сезона 1888/89 перешёл в «Сток». В основном составе «Стока» дебютировал 8 сентября 1888 года в матче против «Вест Бромвич Альбион» на стадионе «Виктория Граунд». В сезоне 1888/89 провёл за команду 21 матч, а «гончары» завершили первый в истории сезон Футбольной лиги Англии на последнем месте. В следующем сезоне «Сток» вновь занял последнее место в лиге, а Рэмзи отличился хет-триком в матче против «Аккрингтона» 1 марта 1890 года. Всего в том сезоне он провёл за клуб 26 матчей и забил 5 мячей (в чемпионате и в Кубке Англии).
В мае 1890 года перешёл в «Ньютон Хит», сыграв за команду в двух товарищеских матчах сезона 1889/90 в мае 1890 года. В сезоне 1890/91 провёл за команду 22 матча и забил 7 мячей в Футбольном альянсе, 1 матч в Кубке Англии, 2 матча в Большом кубке Ланкашира и 2 матча в Большом кубке Манчестера, а также 19 товарищеских матчей. В декабре 1891 года перешёл в клуб «Уэст-Манчестер».
В июне 1892 года стал игроком клуба «Нортуич Виктория», выступавшего во Втором дивизионе Футбольной лиги. Провёл за клуб 35 матчей и забил 5 мячей.
В октябре 1893 года вернулся в «Берзлем Порт Вейл», сыграв за первую команду 16 матчей во Втором дивизионе сезоне 1893/94. Из-за травмы колена завершил карьеру в мае 1894 года.

## Статистика выступлений
| Клуб              | Сезон            | Дивизион          | Лига | Лига | Кубок | Кубок | Итого | Итого |
| Клуб              | Сезон            | Дивизион          | Игры | Голы | Игры  | Голы  | Игры  | Голы  |
| ----------------- | ---------------- | ----------------- | ---- | ---- | ----- | ----- | ----- | ----- |
| Сток              | 1888/89          | Футбольная лига   | 21   | 0    | 0     | 0     | 21    | 0     |
| Сток              | 1889/90          | Футбольная лига   | 22   | 4    | 4     | 1     | 26    | 5     |
| Сток              | Итого            | Итого             | 43   | 4    | 4     | 1     | 47    | 5     |
| Ньютон Хит        | 1889/90          | Футбольный альянс | 0    | 0    | 0     | 0     | 0     | 0     |
| Ньютон Хит        | 1890/91          | Футбольный альянс | 22   | 7    | 1     | 0     | 23    | 7     |
| Ньютон Хит        | Итого            | Итого             | 22   | 7    | 1     | 0     | 23    | 7     |
| Нортуич Виктория  | 1892/93          | Второй дивизион   | 21   | 2    | 6     | 1     | 27    | 3     |
| Нортуич Виктория  | 1893/94          | Второй дивизион   | 8    | 2    | 0     | 0     | 8     | 2     |
| Нортуич Виктория  | Итого            | Итого             | 29   | 4    | 6     | 1     | 35    | 5     |
| Берзлем Порт Вейл | 1893/94          | Второй дивизион   | 16   | 0    | 0     | 0     | 16    | 0     |
| Всего за карьеру  | Всего за карьеру | Всего за карьеру  | 88   | 8    | 10    | 2     | 98    | 10    |